# جهجاه بن بجاد بن حميد العتيبي
جهجاه بن بجاد بن سلطان بن هندي بن حميد المقاطي العتيبي الأخ الشقيق لقائد الإخوان سلطان بن بجاد ولد سنة 1290 هـ وتوفي سنة 1351 هـ واسم «جهجاه» يعني «الصائح بالأسد ليزجره ويمنعه» ومن أشهر من تسمى به الصحابي "جهجاه بن سعيد الكناني"

## نسبه
جهجاه بن بجاد بن سلطان بن هندي بن حمد بن حميد بن  حمدان بن سعيفان بن عواص بن سعيد بن متعب بن محمد الفهاد بن ناهس بن منبه بن كريز. من الكرزان من المقطة من عتيبة.

## موقفه من تمرد الإخوان
اختار جهجاه الحياد في فترة تمرد إخوان من أطاع الله واعتزل الحرب التي كانت بين الإخوان وعبد العزيز آل سعود،  ولم يحضر معركة السبلة وحضر اجتماع الشعراء الذي عقد بعد معركة السبلة مباشرة وكان هذا الاجتماع في قرية الشعراء عام 1347 هـ .

## أهم أعماله
- أسس مع سلطان بن محمد بن هندي بن حميد في عام 1336 هـ هجرة عروى.
- كان قائدا من قادة الإخوان ساهم في توحيد المملكة العربية السعودية وهو قائد أحد الألوية في معركة تربة(1919 م) ودخول مكة.
- لم يشارك في معركة السبلة بين الملك عبد العزيز والإخوان.
- كان له دور كبير في إخماد ثورة الإخوان بعد معركة السبلة وسجن أخيه سلطان بن بجاد (سلطان الدين).
- حضر مؤتمر الدوادمي الذي أعقب معركة السبلة وأقر بدعم خزينة الدولة.
- بدأ تجهيز الجيش للمشاركة في معارك الجنوب، واليمن، وأستشهد هناك عام 1351 هـ.

## أبناؤه
- عمر بن جهجاه بن حميد شيخ قبيلة المقطة وأمير عروى المتوفى عام 1943.[12]
- سلطان بن جهجاه بن حميد شيخ قبيلة المقطة المتوفى عام 2003.[12]
- نايف بن جهجاه بن حميد رئيس مركز عروى المتوفى عام 1992.[12]
- بجاد بن جهجاه بن حميد ليس له عقب[12]
- فيحان بن جهجاه بن حميد ليس له عقب[12]

## وفاته
توفي سنة 1351 هـ في وادي هشبل جنوب المملكة العربية السعودية بمرض الطاعون وذلك في الحرب السعودية اليمنية